# Calçada

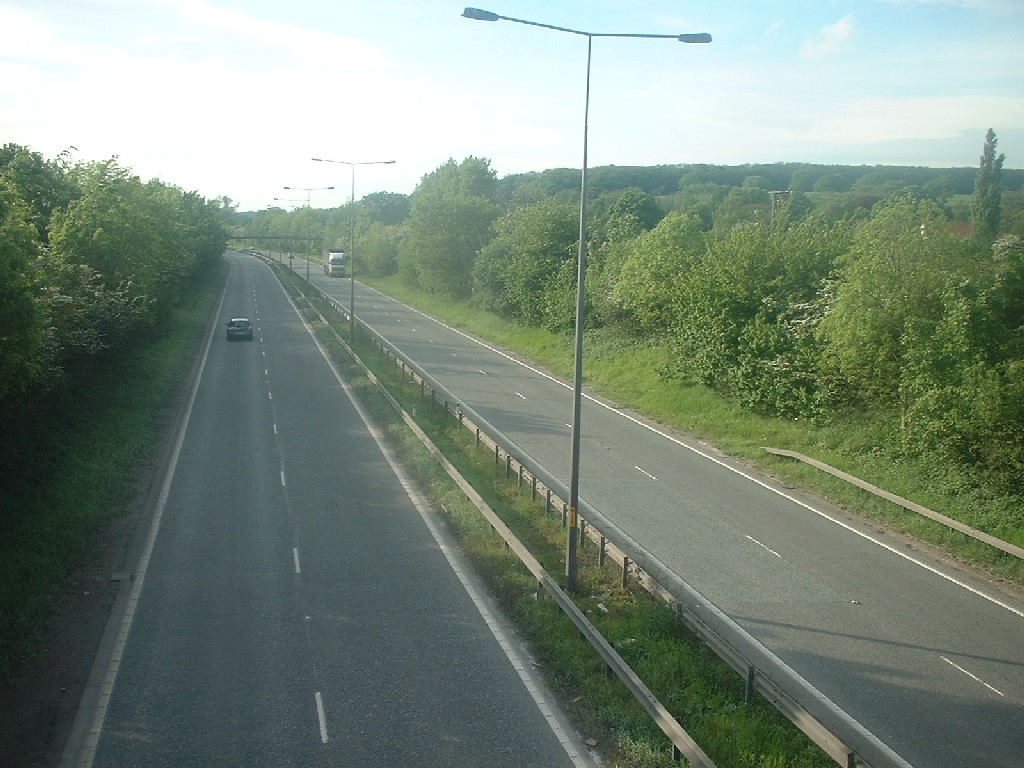
Exemple de carretera amb dues calçades, una per cada sentit de la marxa (Autovia A63 del Regne Unit al seu pas per Kingston upon Hull)

La calçada és la part de la carretera destinada a la circulació dels vehicles. Es compon d'un cert nombre de carrils i la seva zona exterior són els vorals. En les autopistes i autovies, hi ha una o més calçades per cada sentit de circulació, separades per mitjana. En el cas dels carrers, la calçada es defineix per oposició a la vorera (destinada a la circulació dels vianants).